# Tour de Lovaina-Memorial Jef Scherens
El Tour de Lovaina-Memorial Jef Scherens (en neerlandès Tour of Leuven-Memorial Jef Scherens), coneguda fins al 2021 com a Gran Premi Jef Scherens (en neerlandès Grote Prijs Jef Scherens) és una cursa ciclista belga d'un sol dia que es disputa anualment durant el mes de setembre pels voltants de Lovaina. La primera edició es disputà el 1963. Des del 2005 la cursa forma part de l'UCI Europe Tour, amb una categoria 1.1.
La cursa pren el nom del que fou set vegades campió del món de velocitat Jef Scherens.

## Palmarès
| Any                 | Vencedor              | Segon                  | Tercer                   |
| ------------------- | --------------------- | ---------------------- | ------------------------ |
| 1963                | Marcel Vanden Bogaert | Francesco Miele        | Walter Muylaert          |
| 1964                | Norbert Kerckhove     | André Noyelle          | Gustaaf Van Vaerenbergh  |
| 1965                | Fernand Deferm        | Eddy Merckx            | Émile Daems              |
| 1966                | Herman Van Springel   | Robert Lelangue        | Jos Huysmans             |
| 1967                | Robert Lelangue       | Herman Van Springel    | Remi Van Vreckom         |
| No disputat el 1968 |                       |                        |                          |
| 1969                | Frans Verbeeck        | Roger De Vlaeminck     | Roger Kindt              |
| 1970                | Frans Verbeeck        | Raphaël Hooyberghs     | Jozef Abelshausen        |
| 1971                | Frans Verbeeck        | Georges Pintens        | Edward Janssens          |
| 1972                | Gustaaf Hermans       | Willem Peeters         | Omer Meeus               |
| 1973                | Jan van Katwijk       | Victor Van Schil       | Théo van der Leeuw       |
| 1974                | Freddy Maertens       | Rik Van Linden         | Frans Verbeeck           |
| 1975                | Freddy Maertens       | Ronny Van De Vijver    | Eddy Merckx              |
| 1976                | Frans Verbeeck        | Etienne Van der Helst  | Walter Naegels           |
| 1977                | Walter Planckaert     | Wilfried Wesemael      | Benny Schepmans          |
| 1978                | Frans Van Looy        | Gustaaf Van Roosbroeck | Frank Hoste              |
| 1979                | Marcel Laurens        | Willy Teirlinck        | Frans Van Vlierberghe    |
| 1980                | Ludo Delcroix         | Frans Van Looy         | Etienne Van der Helst    |
| 1981                | Jan Raas              | Rudy Pevenage          | Sean Kelly               |
| 1982                | Rudy Matthijs         | Alfons De Wolf         | Ludwig Wijnants          |
| 1983                | Adri van der Poel     | Ronny Van Holen        | Jan Bogaert              |
| 1984                | Ronny Van Holen       | Jan Wijnants           | Johan Lammerts           |
| 1985                | Jozef Lieckens        | Willem Wijnant         | Gery Verlinden           |
| 1986                | Jozef Lieckens        | Johan Capiot           | Luc De Decker            |
| 1987                | Ronny Van Holen       | Dirk Clarysse          | Wilfried Peeters         |
| 1988                | Patrick Schoovaerts   | Herman Raeymaekers     | Filip Noé                |
| No disputat el 1989 |                       |                        |                          |
| 1990                | Wilfried Peeters      | Corneille Daems        | Johan Devos              |
| 1991                | Wilco Zuijderwijk     | Olaf Jentzsch          | Hendrik Redant           |
| 1992                | Hendrik Redant        | Johan Museeuw          | Olaf Ludwig              |
| 1993                | Frans Maassen         | Herman Frison          | Wilfried Peeters         |
| 1994                | Mauro Bettin          | Johan Verstrepen       | Jans Koerts              |
| 1995                | Erik Dekker           | Frank Corvers          | Léon van Bon             |
| 1996                | Jans Koerts           | Andrzej Sypytkowski    | Wim Omloop               |
| 1997                | Stéphane Hennebert    | Anthony Rokia          | Frank Høj                |
| 1998                | Jo Planckaert         | Johan Verstrepen       | Raymond Meijs            |
| 1999                | Marc Streel           | Michel Vanhaecke       | Gert Vanderaerden        |
| 2000                | Dave Bruylandts       | Andy De Smet           | Nicki Sørensen           |
| 2001                | Niko Eeckhout         | Björn Leukemans        | Geert Omloop             |
| 2002                | Andreas Klier         | Robert Hunter          | Léon van Bon             |
| 2003                | Thor Hushovd          | Roger Hammond          | Niko Eeckhout            |
| 2004                | Allan Johansen        | Karsten Kroon          | Wouter Van Mechelen      |
| 2005                | Joost Posthuma        | Björn Leukemans        | Rory Sutherland          |
| 2006                | Marcel Sieberg        | Dirk Müller            | Serguei Lagutin          |
| 2007                | Bram Tankink          | Janek Tombak           | Frédéric Amorison        |
| 2008                | Wouter Mol            | Janek Tombak           | Kurt Hovelijnck          |
| 2009                | Sebastian Langeveld   | Stijn Vandenbergh      | Frédéric Amorison        |
| 2010                | Lars Boom             | Maxime Vantomme        | Fabian Wegmann           |
| 2011                | Jérôme Pineau         | Kenny Dehaes           | Guillaume Van Keirsbulck |
| 2012                | Steven Caethoven      | Stijn Neirynck         | Frédéric Amorison        |
| 2013                | Bert De Backer        | Sep Vanmarcke          | Jasper Stuyven           |
| 2014                | André Greipel         | Tom Van Asbroeck       | Danny van Poppel         |
| 2015                | Björn Leukemans       | Dimitri Claeys         | Mark McNally             |
| 2016                | Dimitri Claeys        | Pim Ligthart           | Roman Maikin             |
| 2017                | Timothy Dupont        | Kenny Dehaes           | Justin Jules             |
| 2018                | Jasper Stuyven        | Jonas Van Genechten    | Timothy Dupont           |
| 2019                | Niccolò Bonifazio     | Hugo Hofstetter        | Timothy Dupont           |
| No disputat el 2020 |                       |                        |                          |
| 2021                | Niccolò Bonifazio     | Nacer Bouhanni         | Gianni Vermeersch        |
| 2022                | Victor Campenaerts    | Zdeněk Štybar          | Alexander Kristoff       |
| 2023                | Arnaud De Lie         | Stan Van Tricht        | Axel Laurance            |
| 2024                | Markus Hoelgaard      | Mike Teunissen         | Milan Menten             |